# Moi, moi et François B.

Moi, moi et François B. est une pièce de théâtre de Clément Gayet créée au théâtre Montparnasse et jouée du 13 septembre 2016 au 31 décembre 2016 et en tournée du 12 janvier 2018 au 4 avril 2018 en France, Belgique et Suisse. Le texte de la pièce est édité par le magazine bimensuel culturel l'Avant-scène théâtre.

## Synopsis
François Berléand répète une tirade de Dom Juan dans la rue, en attendant un taxi. Peu après, il se réveille dans une agence de voyages. Il y est emmuré avec Vincent, un jeune auteur au comportement étrange, prétendant également être otage. François découvre que Vincent l'a emprisonné « dans sa tête » et qu'il est victime d'un kidnapping mental.

## Distribution
- François B. : François Berléand
- Vincent, Sébastien : Sébastien Castro
- Cécile, Constance : Constance Dollé
- Cézanne, Inès, la passante : Inès Valarcher
- Clément : Clément Gayet

## Fiche technique
- Auteur : Clément Gayet
- Mise en scène : Stéphane Hillel
- Assistante à la mise en scène : Brigitte Villanueva
- Décors : Edouard Laug
- Costumes : Brigitte Faur-Perdigou
- Lumières : Laurent Béal
- Musique : François Peyrony
- Production : Théâtre Montparnasse / Arts Live Entertainment

## Réception critique
La pièce a été largement saluée par la critique pour son originalité, sa construction et son jeu d'acteur.
- Fabienne Pascaud dans Télérama du 19 octobre 2016 : « Le jeune dramaturge Clément Gayet ose beaucoup dans cette première comédie tout en jeux de miroirs [...] Le voyage est culotté, étrange et drôle. Et renouvelle alertement le genre[7]. »
- Pariscope du 12 octobre 2016 : « Assurément la comédie de Clément Gayet est une des créations les plus réjouissantes de cette rentrée théâtrale. Originale, cocasse, absurde : elle est plein d'atouts. La folie douce qui en émane nous a en tout cas clairement convaincus[8]. »
- Paris Match : « Cette mise en abîme de l’auteur-qui-écrit-pour-un-acteur est très décoiffante. Il faut être prévenu : ça n’est pas du boulevard ! On en ressort encore tout déboussolé[9]! »
- Le Parisien du 18 octobre 2016 : « Vincent, auteur inquiétant incarné par le réjouissant Sébastien Castro. Le spectateur rit volontiers, est souvent déstabilisé. Berléand est truculent d'autodérision[10]. »
- Franz-Olivier Giesbert dans Le Point du 24 novembre 2016 : « Une des comédies les plus déjantées de la saison, avec François Berléand, à son meilleur [...] A la sortie , on est presque fatigué d'avoir tant ri[11]. »
- Marie France du 2 décembre 2016 : « Une pièce diabolique de Clément Gayet qui jongle avec Pirandello, Kafka et les Marx Brothers[12]. »
- Version Femina du 27 novembre 2016 : « Moi, moi et François B. est un petit bijou déroutant et inventif »
- Théâtral « Magazine Avec cette première plongée dans l'absurde, [...] Clément Gayet réussit un coup de maître. Il y a du Beckett et du Kafka chez ce trentenaire[13]. »
- Philippe Tesson dans Le Figaro Magazine du 30 septembre 2016 : « Cette étrange pièce nous précipite dans l'univers du rêve et de l'absurde. [...] Mis habilement en scène par Stéphane Hillel, il est joué avec une magistrale énergie par François Berleand, entouré d'excellents comédiens[14]. »
- Christophe Barbier sur BFM TV le 27 décembre 2016 : « Une des pièces les plus extraordinaires de l'automne, les plus insolites[15]. »
- Sophie Jouve pour France Télévisions : « François Berléand, formidable dans la première pièce d’un tout jeune auteur [...] Le résultat une pièce ovni et un nouvel auteur[16]. »
- Stéphane Capron, prescription culturelle de France Inter le 22 octobre 2016 : « Ce qui est fort dans cette écriture de Clément Gayet c'est qu'il navigue dans différents registres. [...] Il y a du boulevard, il y a de la farce, il y a du surréalisme et puis il y a aussi du théâtre d'auteur[17]. »

## Récompense
- Globes de cristal 2017 : François Berléand nommé dans la catégorie « meilleur comédien »[18].